# Multivibrador

Figura 1: Bàsic multivibrador bistable amb BJT (R1, R2 = 1 kΩ, R3, R4 = 10 kΩ).

Figura 2: Bàsic multivibrador anestable amb BJT

En electrònica, un  multivibrador  és un circuit oscil·lador capaç de generar una ona quadrada.és un circuit electrònic que s’utilitza per implementar una varietat de dispositius simples de dos estats  com ara oscil·ladors de relaxació, temporitzadors i flip-flop. Consisteix en dos dispositius d'amplificació (transistors, tubs de buit o altres dispositius) acoblats per resistències o condensadors.
El primer circuit multivibrador, l'oscil·lador multivibrador anestable, va ser inventat per Henri Abraham i Eugene Bloch durant la Primera Guerra Mundial. Van anomenar el seu circuit "multivibrador" perquè la seva forma d'ona de sortida era rica en harmònics.

## Tipus
Segons el seu funcionament, els multivibradors es poden dividir en dues classes:
- De funcionament continu, anestable o d'oscil·lació lliure: genera ones a partir de la mateixa font d'alimentació.
- De funcionament impulsat: a partir d'un senyal de tret o impuls surt del seu estat de repòs.
  - Si posseeix dos d'aquests estats, es denomina biestable.
  - Si tenen un, se'n diu monoestable.

En la seva forma més simple són dos simples transistor realimentats entre si. Usant xarxes de resistències i condensadors en aquesta realimentació es poden definir els períodes d'inestabilitat.
Un circuit integrat multivibrador molt popular és el 555, que utilitza un sofisticat disseny per aconseguir una gran precisió i flexibilitat amb molt pocs components externs.

## Història
El primer circuit multivibrador, el clàssic oscil·lador multivibrador anestable (també anomenat multivibrador acoblat amb placa) va ser descrit per primera vegada per Henri Abraham i Eugene Bloch a la Publicació 27 del Ministère de la Guerre francès i a Annales de Physique 12, 252 (1919). Com que produïa una ona quadrada, a diferència de l'ona sinusoidal generada per la majoria dels altres circuits oscil·ladors del moment, la seva sortida contenia molts harmònics per sobre de la freqüència fonamental, que podrien utilitzar-se per calibrar circuits de ràdio d'alta freqüència. Per aquest motiu, Abraham i Bloch l’anomenaren multivibrador. És un predecessor del disparador Eccles-Jordan  que es va derivar del circuit un any després.
Històricament, la terminologia dels multivibrators ha estat una mica variable:
- 1942: el multivibrador implica una forma assequible: "El circuit multivibrador (Fig. 7-6) és una mica similar al circuit de flip-flops, però l'acoblament de l'ànode d'una vàlvula a la xarxa de l'altra és només mitjançant un condensador, de manera que l'acoblament no es manté en estat estacionari ".[6]
- 1942 - multivibrador com a circuit particular de flip-flops: "Aquests circuits es coneixien com a circuits" gatets "o" flip-flops "i tenien una gran importància. El primer i el més conegut d'aquests circuits va ser el multivibrador."[7]
- 1943 - flip-flop com a generador de polsos d'un sol tret: "... una diferència essencial entre el flip-flop de dues vàlvules i el multivibrador és que el flip-flop té una de les vàlvules esbiaixades al tall".[8]
- 1949: monoestable com a flip-flop: "Els multivibrators monoestables també s'han anomenat" flip-flops ".[9]
- 1949: monoestable com a flip-flop: "... un flip-flop és un multivibrador monoestable i el multivibrador ordinari és un multivibrador anestable."[10]